# Grönt kulturarv krukväxter
Grönt kulturarv krukväxter är en kategori inom varumärket Grönt kulturarv som skapades genom Programmet för odlad mångfald (POM) och Krukväxtuppropet.

## Krukväxtuppropet
Inom ramen för POM initierades 2009 Krukväxtuppropet med syfte att samla in krukväxter som förökas vegetativt, alltså med exempelvis sticklingar, rhizom eller lökar, och som har en väl dokumenterad odling före 1960. Detta för att bevaras som en del av Sveriges trädgårds- och kulturhistoria.

## Sorter
Grönt kulturarv krukväxter består idag av sex stycken olika växter.

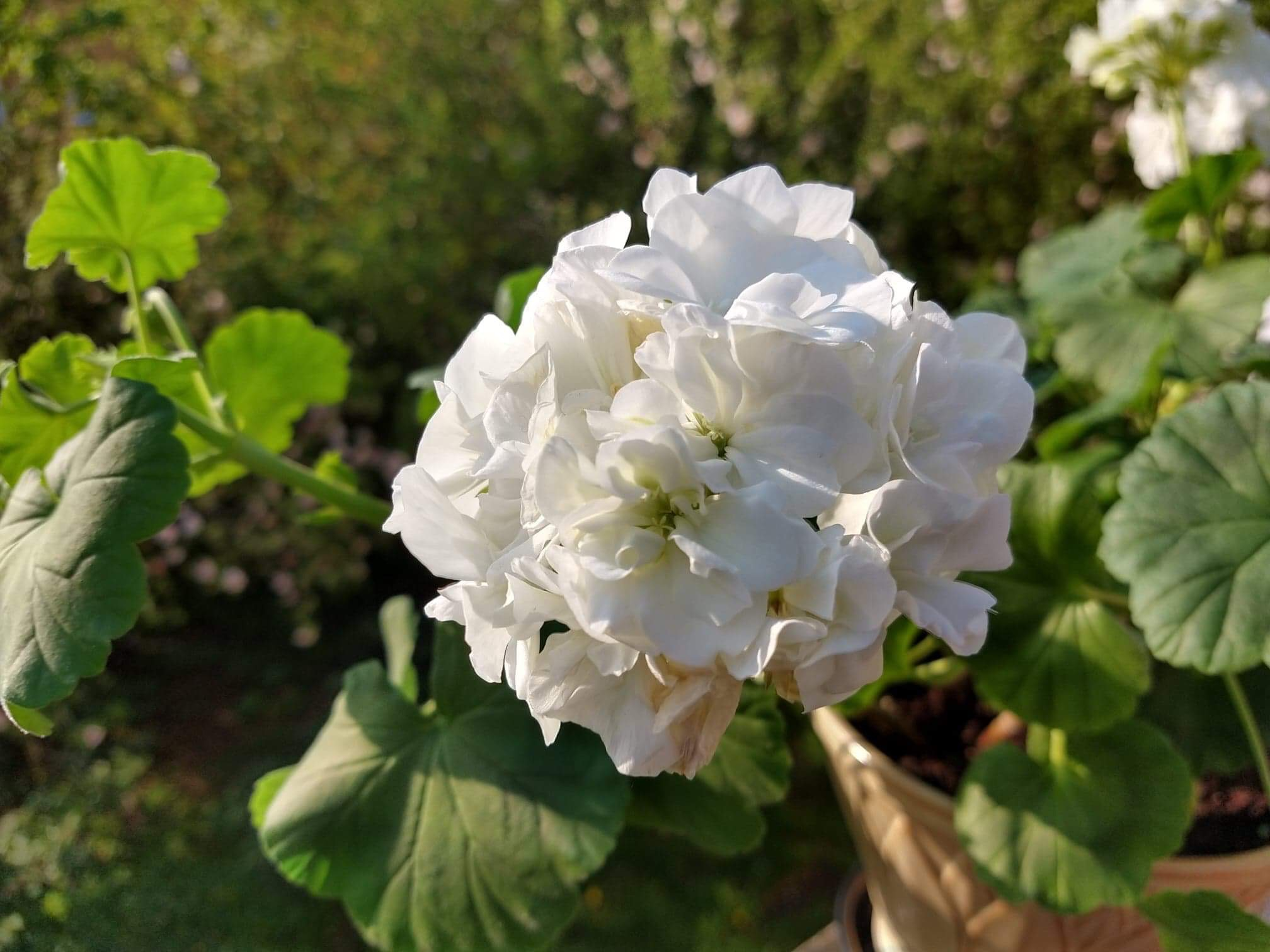
Pelargonium Karna

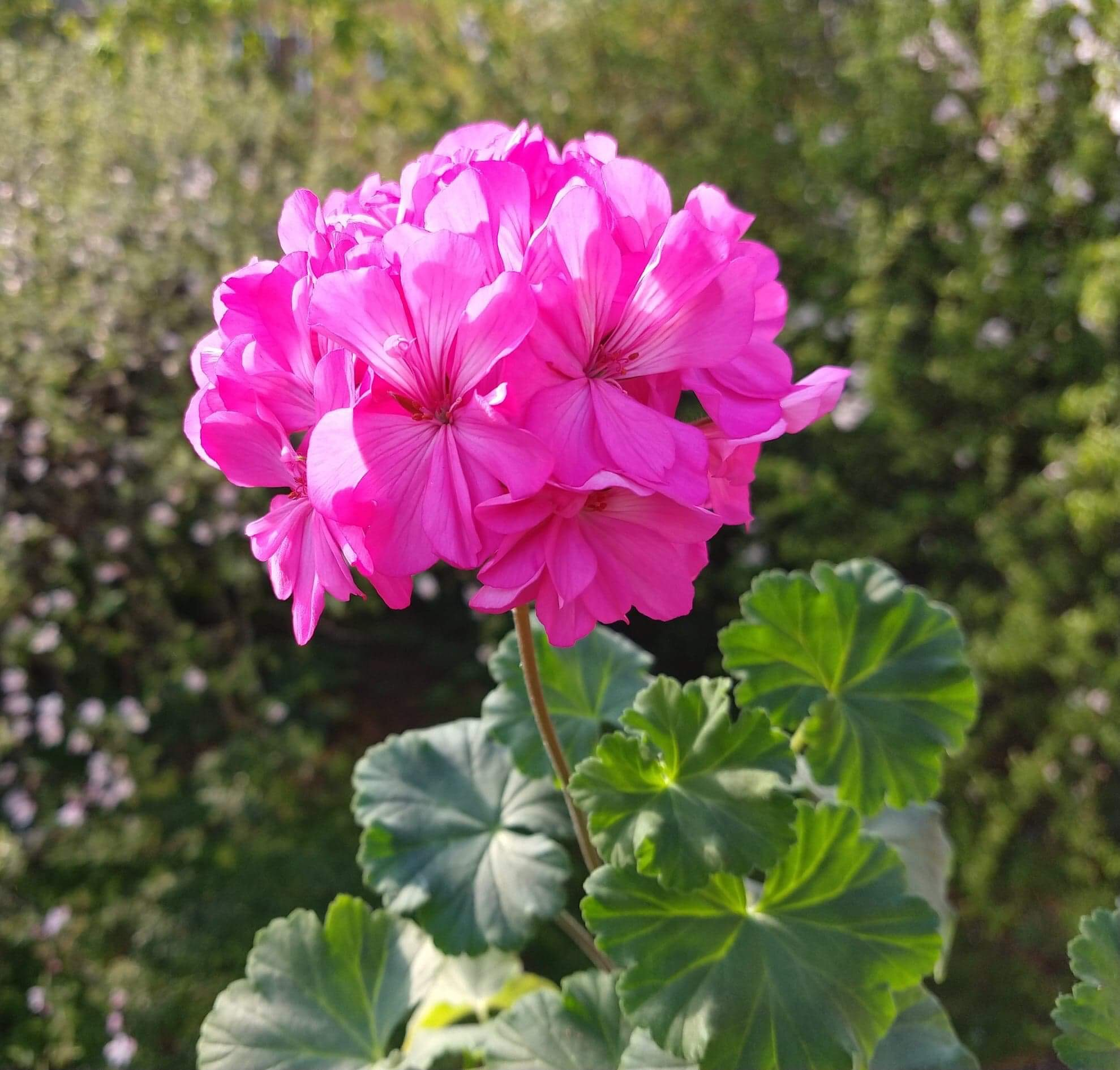
Pelargonium Knapa-trädet

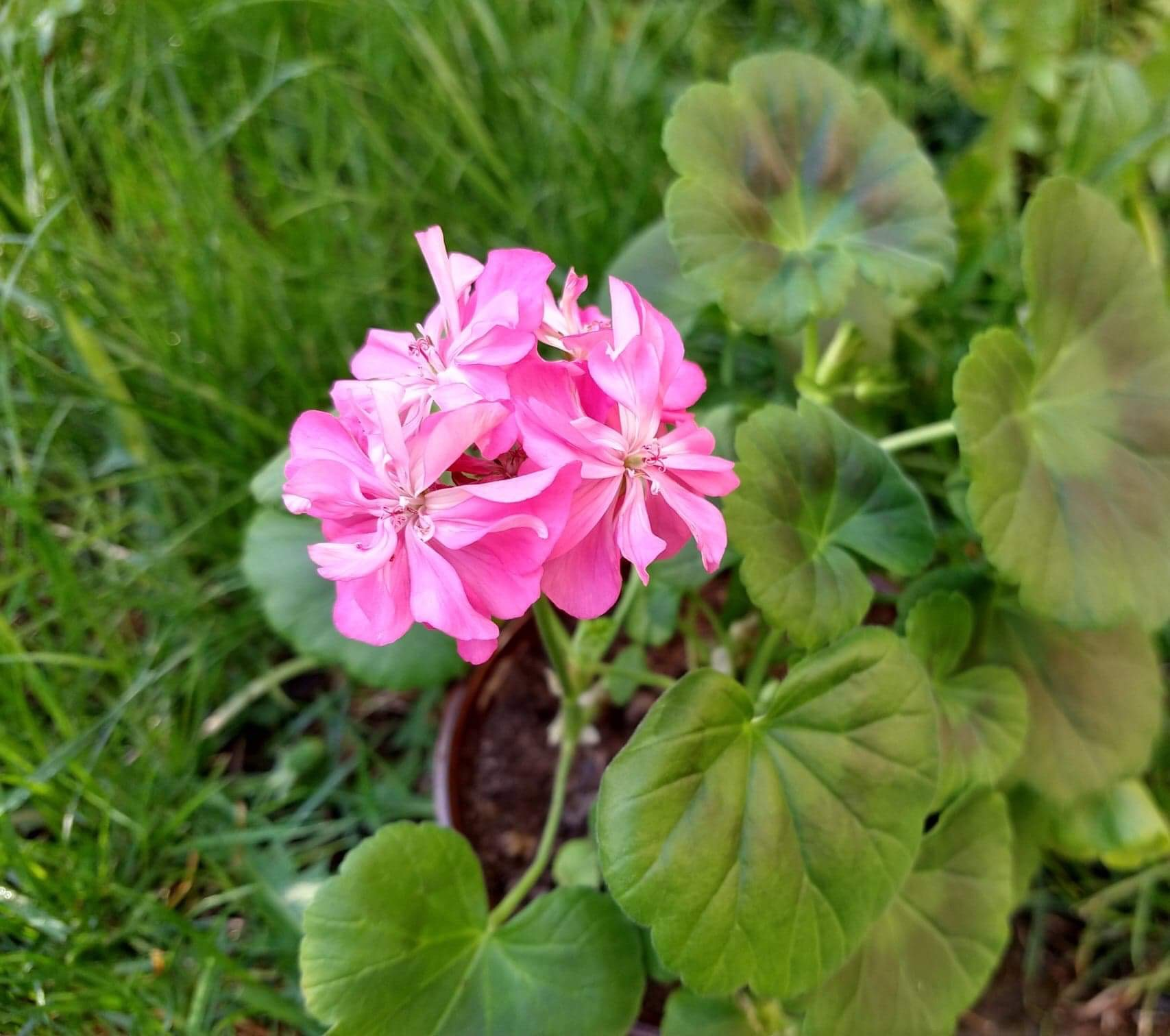
Pelargonium Maria Dangel

### Drottningminne
Zonalpelargon från gården Drottningminne i södra Jämtland. Växten, som funnits på gården i obruten följd sedan 1930-talet, har ett kraftigt växtsätt med en zonmarkering på bladen och cerisefärgade blommor med antydan till vita penseldrag i blommans mitt. Växten bär många blommor, som även som avblommade sitter kvar på stjälken.

### Dr Westerlunds Blomma
Doftpelargon uppkallad efter Dr Ernst Westerlund, läkare i Enköping 1868-1924. Han rekommenderade sina patienter att ha en Rosengeranium i sina sjukrum då den enligt honom skulle göra luften renare. Växten började därav kallas Dr Westerlunds Blomma, men den hade även sedan länge varit en populär krukväxt. Bladen är flikiga och har en doft av ros och citron. Blommorna är små och rosa.

### Karna
Zonalpelargon med spår från Skåne, tidigt 1900-tal. Namnet kommer från den första dokumenterade odlaren Karna, som bodde med sin familj på en mindre bondgård i Västra Torp utanför Trelleborg. Pelargonen har sedan förts vidare genom familjen med sticklingar. Bladen är mörkt gröna med en zonmarkering och blommorna är halvfyllda, vita och skiftar i grönt. De har endast några få ståndare och saknar pollen. Blommorna sitter kvar på stjälken efter blomningen.

### Knapa-trädet
Zonalpelargon som samlats in i trakterna av Västorp utanför Växjö i Småland, och odlats sedan före 1922. Uppkallad efter en kvinna som kallades "Knapan". Bladen är något mindre med zonmarkeringar och blommorna är djupt ceriserosa med mörkare ådror och en ljusare mitt.

### Maria Dangel
Zonalpelargon som överlämnades vid ett bröllop i Blekinge 1864. Pelargonen fick sitt namn efter sin ägare, Maria Dangel, och följde med henne hela livet och har sedan dess fortsatt att odlas inom familjen. Bladen har en tydlig zonmarkering och blommorna är halvfyllda, tätsittande och rosa med vita stråk i mitten.

### Marias Blomma
Muskotpelargon som kom till Sverige med flytten från Gammalsvenskby 1929. Den går under flera namn, bland annat Farfars blomma, Svenskbybornas pelargon och Mors blomma. Bladen är grågröna och doftar starkt av muskot. Blommorna är små och vita med vinröda färgstänk på de översta kronbladen.